# Артамоново (Пермский край)
Артамоново — деревня в Юсьвинском районе  Пермского края на речке Вежайке. Известна с 1782 года как «деревня Верх Вежайки, Артамоновых тож». Переименована в честь Артамона Степанова сына Можаева.

## История
В конце XIX — начале XX века деревня входила в состав Юсьвинской волости Соликамского уезда Пермской губернии.
Расстояние до Юсьвы составляло 4 км, здесь располагались ближайшие учреждения: больница, фельдшерский пункт, ветстанция, телефон, телеграф и почта. Артамоново и Юсьву связывала просёлочная дорога.
В советские годы организованы сельские советы. Деревня входит в состав Харинского сельсовета (расстояние до деревни Харино составляет 2 км, ближайшая школа в деревне Спирино — 1 км).
Современная деревня Артамоново образовалась путём слияния четырёх деревень: Артамоново, Нельсиново, Яранькино (Еранькино), Дудыково.
В 2006 году после реорганизации Харинский сельсовет вошёл в состав Юсьвинского поселения

## Население
По данным 1926 года в Артамоново проживало 95 человек. По данным на 1962 год, в деревне проживало 120 человек. По данным на 2008 год население деревни составляло 23 человека. Согласно данным Всероссийской переписи 2010 года, в деревне проживает 19 человек (10 мужчин и 9 женщин).